# Lov duchů

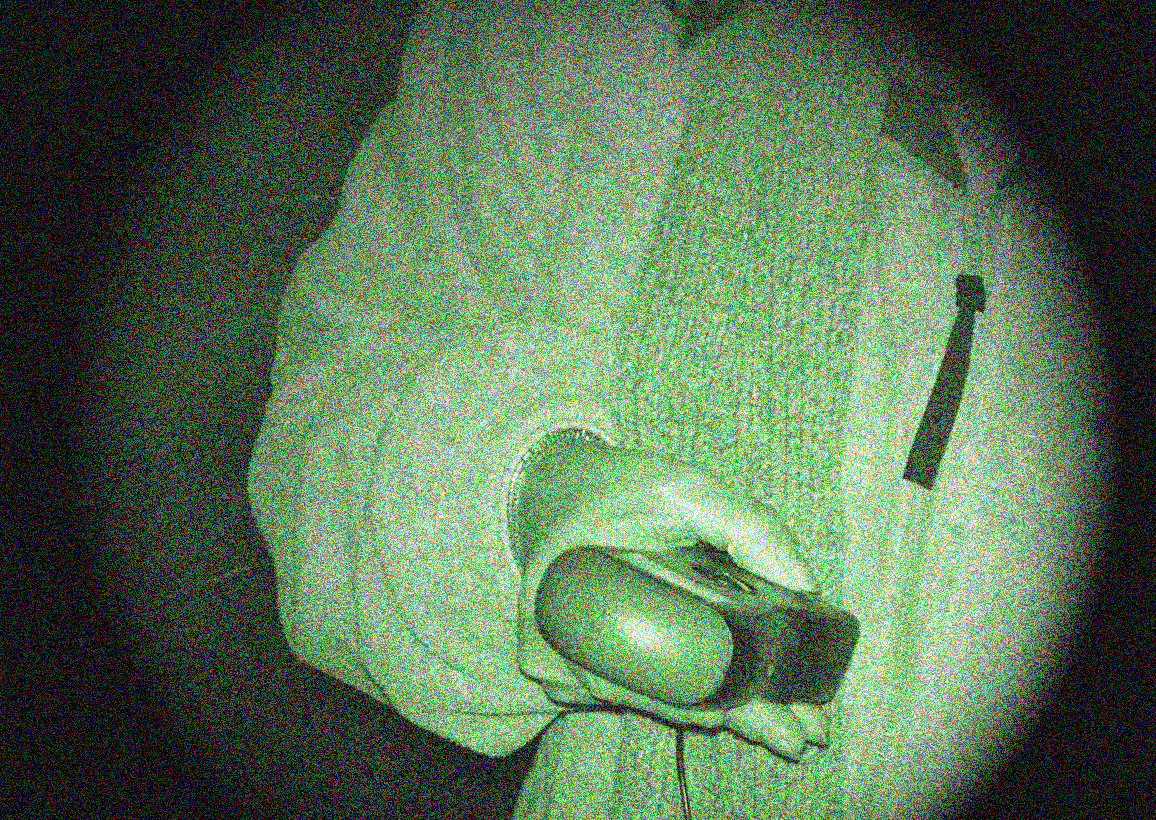
Paranormální vyšetřovatel s EMF metrem

Lov duchů je proces zkoumání míst, v nichž se údajně objevují duchové. Tým lovců duchů se obvykle snaží shromáždit důkazy podporující existenci takovýchto paranormálních aktivit, k čemuž používají různá elektronická zařízení, včetně měřičů elektromagnetického pole (EMF), digitálních teploměrů, ručních i statických digitálních videokamer, včetně termografických kamer a kamer pro noční vidění, brýlí pro noční vidění a také digitálních audiorekordérů . Soustředí se však i na vedení rozhovorů s místními lidmi a výzkum historie údajně strašidelných míst. Lovci duchů někdy mohou být označováni jako „paranormální vyšetřovatelé“.
Lov duchů se dočkal silné kritiky, protože je nevědecký. Žádná vědecká studie nikdy nedokázala potvrdit existenci duchů. Lov duchů je valnou většinou pedagogů, akademiků a vědců považován za pseudovědu.